# Tachikawa Ki-9
Tachikawa Ki-9 Tachikawa Ki-9 (яп. 九五式一型練習機 Kyūgo-shiki ichigata renshuki) — японский учебно-тренировочный самолёт для основной лётной подготовки.

## История
До начала Второй Мировой войны небольшая авиастроительная фирма «Тачикава» специализировалась на разработке и изготовлении простых и дешевых в производстве учебно-тренировочных самолетов. В 1936 году контрольный пакет акций компании приобрела Японская императорская армия.
В 1933 году японская армия провела испытания опытного образца учебного самолёта R 5 под 125-сильный двигатель ADC Циррус IV, выпущенного Татикавой хикоки КК, но испытательная комиссия посчитала самолёт слишком небольшим для боевого класса. Hесмотря на то, представителей Татикавы в марте 1934 года пригласили на встречу с членами летной школы в Токородзаве. Там обсуждались требования к будущему учебному самолёту. Через месяц воздушный штаб предложил Татикаве спроектировать самолёт, который можно было бы использовать в качестве учебного и переходного самолёта. Самолёт получил армейский индекс Ki-9.
Требования к переходному варианту Tachikawa Ki-9:
1. Двигатель Хитати Ha 13а мощностью 350 лс
2. Оборудование для полетов по приборам
3. Габариты, мощность двигателя и вместительность бензобака, должны позволять самолёту достигать скорость 220 км/ч и иметь продолжительность полета 3, 5 часа
4. Конструкция должна была выдерживать 12-кратную перегрузку

Требования к учебному варианту Tachikawa Ki-9:
1. 150-сильный двигатель Hакадзима NZ
2. Самолёт не должен иметь специальное оборудование

Татикаве такая полиморфия не очень понравилась, но воздушный штаб ссылался на опыт конструкторов Польши и Швеции, и утверждал, что именно такая конструкция приведёт к успеху.
Самолёт был спроектирован Рёкити Эндо, и уже к концу 1934 года были построены три Ki-9. На первом самолёте стоял двигатель Ha 13а. Полетел этот самолёт 7 января 1935 года. Управление оказалось очень тяжелым и маневренность неважной. Также жесткими были амортизаторы шасси. После переработки самолёт полетел 9 января и был испытан на штопор. После того, Ki-9 отправили для официальных испытаний в Токородзаву. Второй самолёт был выполнен тоже с двигателем Ha 13а, в то время как третий получил 150-сильный Hакадзима и стал играть роль прототипа учебного варианта.
По результатам официальных испытаний в Токородзава был утверждён лишь самолёт с двигателем Ha 13а, которого запустили в серию под обозначением «переходной учебный самолёт армейский тип 95-1 модель А». Модернизированная версия самолёта получила обозначение Модель В (Ки 9 КАИ). Модель В был легче, с более прочными стойками шасси и укороченным фюзеляжем. Для улучшения управляемости площадь рулей высоты и направления на самолёте была больше площадей стабилизатора и киля соответственно. Этот вариант отличался от предшественников лучшей манёвренностью и более высокими лётными характеристиками.
Всего было выпущено 2618 Ki-9: завод фирмы «Татикава» выпустил 2398 экземпляров, и завершил серийное производство в 1942 году, а завод компании «Токио Хикоки КК» — 220 экземпляров собрал в последнии два года войны.
Для обучения полётам по приборам на самолётах устанавливали складывающиеся непрозрачные колпаки. Учебный Ки 9 оставался на вооружении Японии на протяжении всей Второй мировой войны на Тихом океане. У американцев самолёт получил кодовое название «Spruce». Ki-9 подставлялся на экспорт союзникам Японии в Таиланд и Маньчжурию.

## Тактико-технические характеристики (Ki-9 Model A)
Источник данных: Japanese Aircraft of the Pacific War

Технические характеристики
- Экипаж: 2
- Длина: 7,525 м
- Размах крыла: 10,32 м
- Высота: 3,1 м
- Площадь крыла: 24,5 м²
- Масса пустого: 1 120 кг
- Максимальная взлётная масса: 1 580 кг
- Силовая установка: 1 × 7-цилиндровый радиальный воздушного охлаждения Hitachi Ha13a
- Мощность двигателей: 1 × 261 л. с. (1 × 195 кВт)
- Воздушный винт: двухлопастный, деревянный, фиксированного шага

Лётные характеристики
- Максимальная скорость: 240 км/ч на 2 200 м
- Крейсерская скорость: 150 км/ч
- Практическая дальность: (3 ч 30 мин)
- Практический потолок: 5 800 м
- Скороподъёмность: (1 000 м за 4 мин 55 сек)
- Нагрузка на крыло: 58,2 кг/м²
- Тяговооружённость: 0,18 кВт/кг

## Эксплуатанты

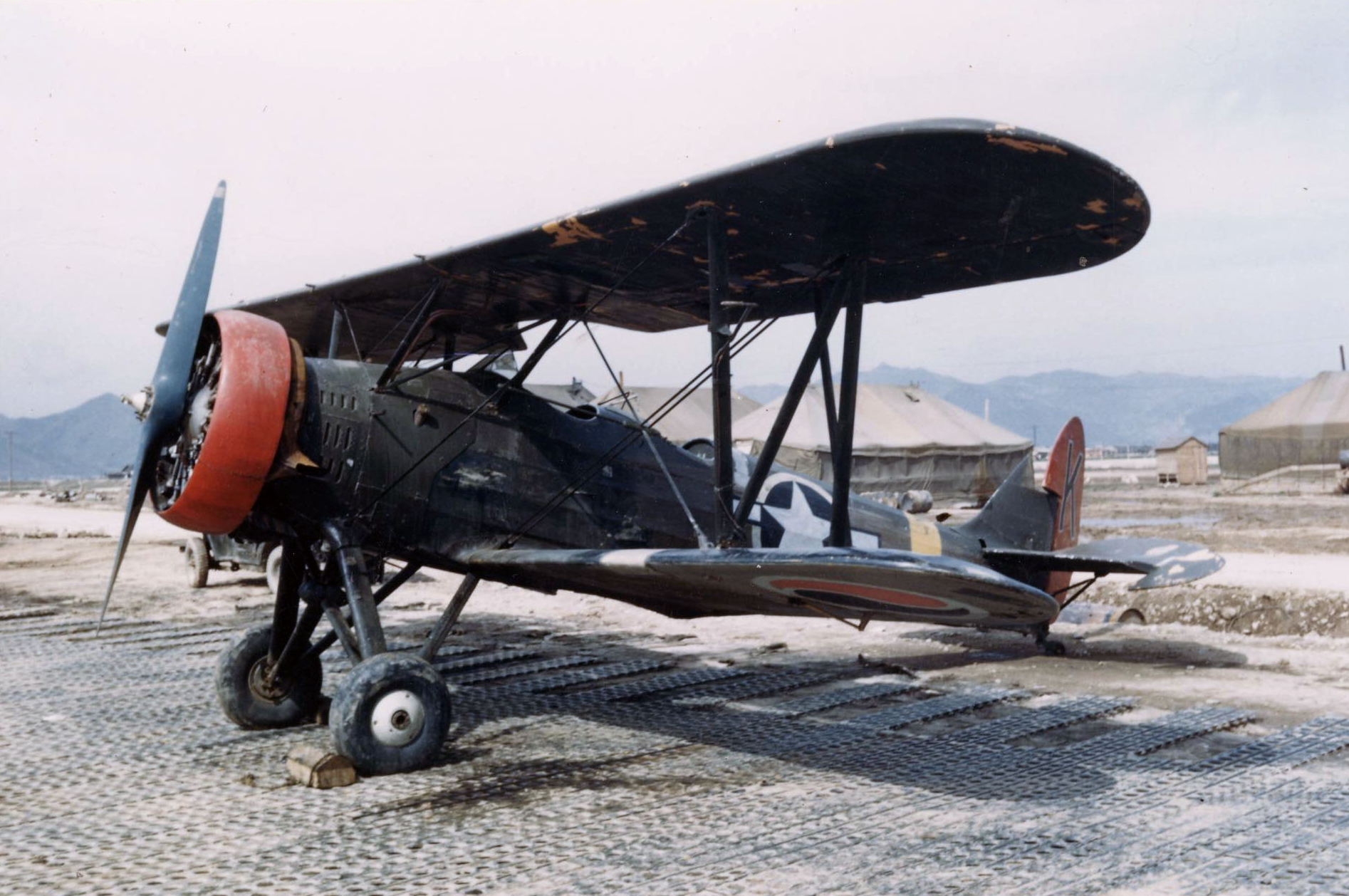
Бывший японский Ki-9 «Spruce» на аэродроме K-1 (Pusan-West), Южная Корея, 1951 г. Опознавательные знаки на крыльях — ранние южнокорейские, а на фюзеляже — американские, образца 1944-46 гг.

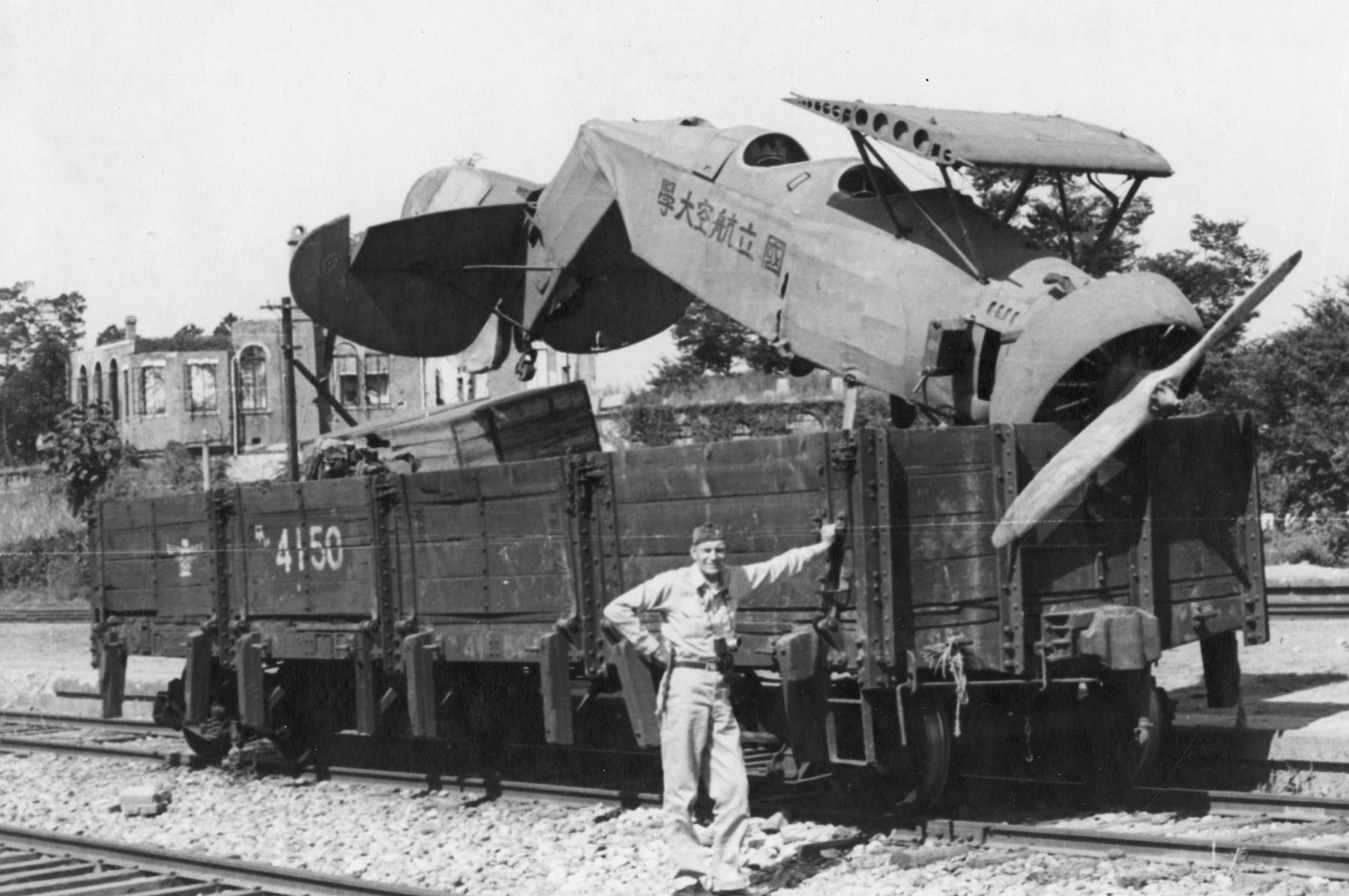
Обломки сбитого во время беспокоящего ночного налёта северокорейского Ki-9 с надписью «Национальный авиационный университет» (Кимпхо, 1953 г.)

### Вторая мировая война
Япония
- ВВС Императорской армии Японии
- Школа подготовки лётного состава Министерства связи

 нанкинское правительство Ван Цзинвэя
- ВВС коллаборационистской китайской армии:

 Маньчжоу-Го
- Императорские ВВС Маньчжоу-го

 Сиам (ныне Таиланд)
- Королевские ВВС Сиама

### Послевоенный период
Индонезия
- ВВС Индонезии

 Китайская Республика
- ВВС Китайской Республики

 Республика Корея
- ВВС Республики Корея

 КНДР
- ВВС КНДР